# Jason Terry
Pour les articles homonymes, voir Terry.
Jason Eugène Terry est un joueur puis entraîneur américain de basket-ball né le 15 septembre 1977 à Seattle. Il joue aux postes d'arrière et de meneur (« combo guard »).
Jason Terry est réputé pour ses qualités de shooteur et notamment sa précision au tir à trois points. Avec plus de 2000 paniers à trois points réussis en NBA, il est le onzième meilleur marqueur à trois points de l'histoire de la ligue.

## Carrière universitaire
Après avoir joué pour la Franklin High School (État de Washington) durant le lycée (son numéro est d'ailleurs retiré depuis 2007), il rejoint l'université d'Arizona. En 1997, il gagne le titre NCAA avec cette équipe qui comprend notamment Mike Bibby, Michael Dickerson et Miles Simon.

## NBA

### Hawks d'Atlanta (1999-2004)
Terry a été drafté au premier tour, au 10e choix par les Hawks d'Atlanta à sa sortie de l'université.
Terry va passer cinq années chez les Hawks. Pendant quatre ans, il va tourner à plus de 16 points de moyenne, mais n'arrive pas à qualifier Atlanta pour les playoffs.

### Mavericks de Dallas (2004-2012)

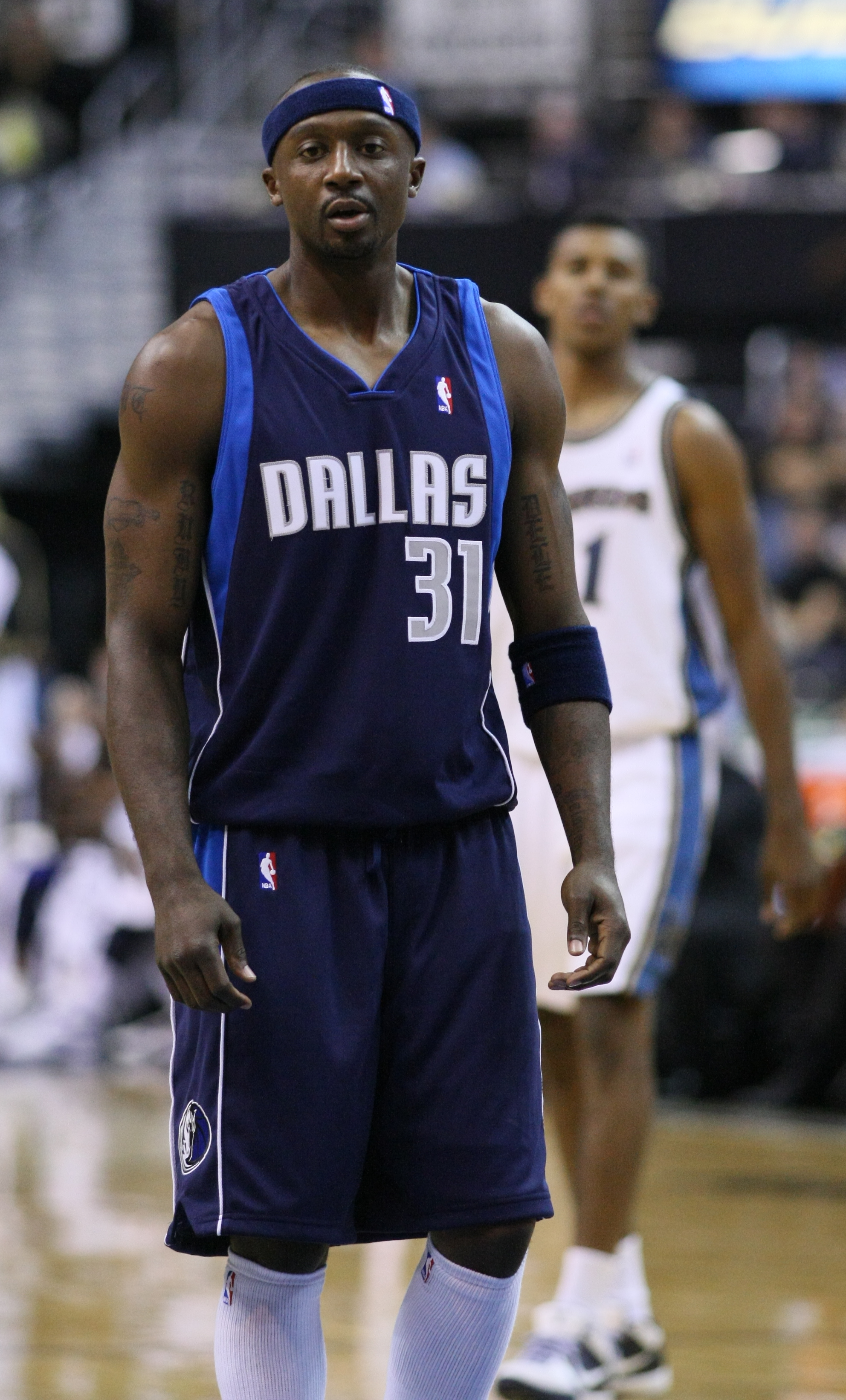
Jason Terry sous le maillot des Mavericks de Dallas

Il est ensuite transféré aux Mavericks de Dallas au début de la saison 2004-2005. Son départ avec les Mavericks est plutôt médiocre, pour la simple et bonne raison qu'on lui demandait de jouer un jeu similaire à Steve Nash, qu'il devait remplacer. Il gagne sa place dans l'effectif de Dallas avec des bonnes statistiques et est promu titulaire.
En 2005 il participe pour la première fois aux playoffs. Il marque 17,5 points avec 51 % au tir dont 49 % à 3 points au premier tour. Mais Dallas est éliminé par les Suns de Phoenix 4-2.
Dans les dernières secondes du match 5 contre Spurs de San Antonio en 2006, Terry frappe Michael Finley dans les testicules. Il est suspendu 1 match. Même si Dallas remporte la série contre leurs rivaux du Texas, la finale contre le Heat de Miami est chaotique pour Jason Terry qui, mis à part au premier match, n'a pas brillé par sa régularité.
Le 1er juillet 2006, après 12 heures passées sur le marché des agents libres, Jason Terry signe un contrat avec Dallas portant sur 6 ans pour 60 millions de dollars.
De 2007 à 2010, Terry ne descend jamais sous la barre des 15 points de moyenne mais les Mavericks ne passent jamais plus de 2 tours en playoffs.
En 2009, Terry est élu meilleur 6e homme de l'année après avoir tourné à 19,6 points en moyennes.
En 2011, Terry est l'un des grands contributeurs au retour de Dallas en finale.
Après avoir rempli, encore une fois, son rôle de 6e homme à merveille pendant la saison régulière (environ 16 points en moyenne). Terry va continuer à apporter une quinzaine de points, en sortie de banc, pendant les 3 premiers tours des playoffs. Il égale aussi le record de paniers à trois points réussis dans un match de playoffs (9, lors du quatrième match de la série opposant les Mavericks aux Lakers de Los Angeles). Il rejoint ainsi Rex Chapman, Vince Carter et Ray Allen.
En finale, les Mavericks retrouvent le Heat de Miami qui les avaient éliminé lors de la finale 2006. Pendant les 4 premiers matchs de la finale, Terry va réaliser des performances médiocres. Mais, il se rattrape lors des matchs 5 et 6 où il marque 21 puis 27 avec plus de 60 % aux tirs. Il est sacré champion NBA pour la première fois.
Après une dernière saison chez les Mavericks de Dallas, Terry décide de tester sa valeur sur le marché des transferts lors de l'été 2012.

### Celtics de Boston (2012-2013)
En juillet 2012, il signe aux Celtics de Boston.

### Nets de Brooklyn (2013-février 2014)
En juillet 2013, il est transféré aux Nets de Brooklyn avec Paul Pierce, Kevin Garnett et D. J. White.

### Kings de Sacramento (février 2014-septembre 2014)
Le 19 février 2014, il est transféré aux Kings de Sacramento en compagnie de Reggie Evans contre Marcus Thornton. Mais à cause d'une blessure au genou, il préfère rentrer à Dallas pour préparer la saison suivante ; il reste néanmoins dans l'effectif des Kings qui ne souhaitent pas racheter son contrat.

### Rockets de Houston (septembre 2014-juillet 2016)
Le 17 septembre 2014, il est transféré aux Rockets de Houston.

### Bucks de Milwaukee (août 2016-juillet 2018)
Le 22 août 2016, il signe une saison avec les Bucks de Milwaukee, puis re-signe une saison en septembre 2017 à l'âge de 40 ans.

## Profil du joueur
Autrefois critiqué pour ses mauvais choix et son pourcentage au tir irrégulier, Terry s'est transformé en un meilleur joueur à Dallas. Terry, en plus d'être un bon tireur à trois points, est un excellent joueur de pénétration.

## Clubs successifs
- 1999-2004 :  Hawks d'Atlanta.
- 2004-2012 :  Mavericks de Dallas.
- 2012-2013 :  Celtics de Boston.
- 2013-Fév.2014 :  Nets de Brooklyn.
- Fév.2014-2014 :  Kings de Sacramento.
- 2014-2016 :  Rockets de Houston.
- 2017-2018 :  Bucks de Milwaukee.

## Palmarès
Universitaire
- Champion NCAA en 1997.
- Élu dans la NCAA All-American First Team en 1999.
- Joueur de l'année de la conférence Pac-10.

En franchise
- Champion NBA en 2011 contre le Heat de Miami avec les Mavericks de Dallas.
- Champion de la Conférence Ouest NBA avec les Mavericks de Dallas en 2011.
- Finales NBA en 2006 contre le Heat de Miami avec les Mavericks de Dallas.
- Champion de la Conférence Ouest NBA avec les Mavericks de Dallas en 2006.
- Champion de la Division Sud-Ouest en 2010 avec les Mavericks de Dallas.

Distinctions personnelles
- NBA Sixth Man of the Year Award en 2009 (trophée du meilleur sixième homme).
- NBA All-Rookie Second Team en 2000.
- Élu dans la NCAA All-American First Team en 1999.

## Statistiques
gras = ses meilleures performances

### Universitaires
Statistiques en université de Jason Terry
| Saison    | Équipe   | Matchs | Titul. | Min./m | % Tir | % 3pts | % LF | Rbds/m. | Pass/m. | Int/m. | Ctr/m. | Pts/m. |
| --------- | -------- | ------ | ------ | ------ | ----- | ------ | ---- | ------- | ------- | ------ | ------ | ------ |
| 1995-1996 | Arizona  | 31     | 0      | 9,8    | 54,2  | 57,7   | 59,3 | 0,7     | 1,1     | 0,6    | 0,0    | 3,1    |
| 1996-1997 | Arizona  | 34     | 18     | 30,5   | 44,3  | 33,1   | 71,3 | 2,7     | 4,4     | 2,5    | 0,1    | 10,6   |
| 1997-1998 | Arizona  | 35     | 0      | 22,8   | 42,2  | 34,7   | 82,7 | 2,4     | 4,3     | 1,7    | 0,2    | 10,6   |
| 1998-1999 | Arizona  | 29     | 29     | 38,2   | 44,3  | 39,8   | 83,9 | 3,3     | 5,5     | 2,8    | '0,2   | 21,9   |
| Carrière  | Carrière | 129    | 47     | 25,1   | 44,3  | 37,4   | 78,4 | 2,3     | 3,8     | 1,9    | 0,1    | 11,3   |

### Professionnelles

#### Saison régulière
Légende :
| Sixième homme de l'année | Meilleur joueur de cette catégorie statistique de la saison |

gras = ses meilleures performances
Statistiques en saison régulière de Jason Terry
| Saison     | Équipe    | Matchs | Titul. | Min./m | % Tir | % 3pts | % LF | Rbds/m. | Pass/m. | Int/m. | Ctr/m. | Pts/m. |
| ---------- | --------- | ------ | ------ | ------ | ----- | ------ | ---- | ------- | ------- | ------ | ------ | ------ |
| 1999-2000  | Atlanta   | 81     | 27     | 23,3   | 41,5  | 29,3   | 80,7 | 2,0     | 4,3     | 1,1    | 0,1    | 8,1    |
| 2000-2001  | Atlanta   | 82     | 77     | 37,7   | 43,6  | 39,5   | 84,6 | 3,3     | 4,9     | 1,3    | 0,1    | 19,7   |
| 2001-2002  | Atlanta   | 78     | 78     | 38,0   | 43,0  | 38,7   | 83,5 | 3,5     | 5,7     | 1,8    | 0,2    | 19,3   |
| 2002-2003  | Atlanta   | 81     | 81     | 38,0   | 42,8  | 37,1   | 88,7 | 3,4     | 7,4     | 1,6    | 0,2    | 17,2   |
| 2003-2004  | Atlanta   | 81     | 78     | 37,3   | 41,7  | 34,7   | 82,7 | 4,1     | 5,4     | 1,5    | 0,2    | 16,8   |
| 2004-2005  | Dallas    | 80     | 57     | 30,0   | 50,1  | 42,0   | 84,4 | 2,4     | 5,4     | 1,4    | 0,2    | 12,4   |
| 2005-2006  | Dallas    | 80     | 80     | 35,0   | 47,0  | 41,1   | 80,0 | 2,0     | 3,8     | 1,3    | 0,3    | 17,1   |
| 2006-2007  | Dallas    | 81     | 80     | 35,1   | 48,4  | 43,8   | 80,4 | 2,9     | 5,2     | 1,0    | 0,2    | 16,7   |
| 2007-2008  | Dallas    | 82     | 34     | 31,5   | 46,7  | 37,5   | 85,7 | 2,5     | 3,2     | 1,1    | 0,2    | 15,5   |
| 2008-2009  | Dallas    | 74     | 11     | 33,7   | 46,3  | 36,6   | 88,0 | 2,4     | 3,4     | 1,3    | 0,3    | 19,6   |
| 2009-2010  | Dallas    | 77     | 12     | 33,0   | 43,8  | 36,5   | 86,6 | 1,8     | 3,8     | 1,2    | 0,2    | 16,6   |
| 2010-2011  | Dallas    | 82     | 10     | 31,3   | 45,1  | 36,2   | 85,0 | 1,9     | 4,1     | 1,1    | 0,2    | 15,8   |
| 2011-2012* | Dallas    | 63     | 1      | 31,7   | 43,0  | 37,8   | 88,3 | 2,4     | 3,6     | 1,2    | 0,2    | 15,1   |
| 2012-2013  | Boston    | 79     | 24     | 26,9   | 43,4  | 37,2   | 87,0 | 2,0     | 2,5     | 0,8    | 0,1    | 10,1   |
| 2013-2014  | Brooklyn  | 35     | 0      | 16,3   | 36,2  | 37,9   | 66,7 | 1,1     | 1,6     | 0,4    | 0,0    | 4,5    |
| 2014-2015  | Houston   | 77     | 8      | 21,3   | 42,2  | 39,0   | 81,3 | 1,6     | 1,9     | 0,9    | 0,2    | 7,0    |
| 2015-2016  | Houston   | 72     | 7      | 17,5   | 40,2  | 35,6   | 81,8 | 1,1     | 1,4     | 0,7    | 0,1    | 5,9    |
| 2016-2017  | Milwaukee | 74     | 0      | 18,4   | 43,2  | 42,7   | 82,8 | 1,4     | 1,3     | 0,6    | 0,3    | 4,1    |
| 2017-2018  | Milwaukee | 51     | 4      | 16,0   | 38,3  | 34,8   | 88,9 | 0,9     | 1,2     | 0,8    | 0,3    | 3,3    |
| Carrière   | Carrière  | 1410   | 679    | 29,8   | 44,4  | 38,0   | 84,5 | 2,3     | 3,8     | 1,1    | 0,2    | 13,4   |

Note: La saison 2011-2012 a été réduite de 82 à 66 matchs en raison d'un lock-out.
Dernière modification le 19 janvier 2023

#### Playoffs
Légende :
| Champion NBA | Meilleur joueur de cette catégorie statistique de la saison |

Statistiques en playoffs de Jason Terry
| Saison   | Équipe    | Matchs | Titul. | Min./m | % Tir | % 3pts | % LF  | Rbds/m. | Pass/m. | Int/m. | Ctr/m. | Pts/m. |
| -------- | --------- | ------ | ------ | ------ | ----- | ------ | ----- | ------- | ------- | ------ | ------ | ------ |
| 2005     | Dallas    | 13     | 13     | 38,5   | 50,6  | 49,1   | 88,4  | 4,2     | 4,6     | 1,3    | 0,5    | 17,5   |
| 2006     | Dallas    | 22     | 22     | 38,4   | 44,2  | 30,7   | 83,1  | 2,9     | 3,8     | 1,2    | 0,0    | 18,9   |
| 2007     | Dallas    | 6      | 6      | 38,2   | 42,4  | 28,1   | 83,3  | 2,3     | 3,7     | 0,8    | 0,3    | 17,0   |
| 2008     | Dallas    | 5      | 3      | 36,0   | 43,3  | 43,8   | 86,7  | 1,6     | 4,8     | 0,4    | 0,2    | 15,8   |
| 2009     | Dallas    | 10     | 1      | 32,5   | 38,9  | 37,3   | 76,7  | 2,8     | 1,9     | 0,6    | 0,3    | 14,3   |
| 2010     | Dallas    | 6      | 0      | 29,0   | 37,7  | 40,0   | 75,0  | 2,5     | 2,0     | 0,7    | 0,2    | 12,7   |
| 2011     | Dallas    | 21     | 0      | 32,6   | 47,8  | 44,2   | 84,3  | 1,9     | 3,2     | 1,2    | 0,1    | 17,5   |
| 2012     | Dallas    | 4      | 1      | 34,8   | 45,5  | 50,0   | 62,5  | 2,3     | 3,8     | 0,3    | 0,0    | 13,8   |
| 2013     | Boston    | 6      | 1      | 31,5   | 44,4  | 44,1   | 81,8  | 2,2     | 2,0     | 0,7    | 0,3    | 12,0   |
| 2015     | Houston   | 17     | 17     | 28,6   | 42,5  | 35,4   | 81,3  | 2,2     | 2,8     | 0,9    | 0,1    | 9,2    |
| 2016     | Houston   | 5      | 0      | 24,8   | 34,2  | 31,6   | 100,0 | 2,2     | 1,2     | 0,4    | 0,2    | 7,0    |
| 2017     | Milwaukee | 6      | 0      | 11,3   | 33,3  | 20,0   | 100,0 | 1,3     | 0,8     | 0,5    | 0,2    | 2,5    |
| 2018     | Milwaukee | 3      | 0      | 14,7   | 40,0  | 40,0   | —     | 0,7     | 0,7     | 0,3    | 0,0    | 2,0    |
| Carrière | Carrière  | 124    | 64     | 32,2   | 44,1  | 38,5   | 82,9  | 2,5     | 3,0     | 0,9    | 0,2    | 14,1   |

## Records NBA
Les records personnels de Jason Terry, officiellement recensés par la NBA sont les suivants :
| Type de statistique        | Saison régulière | Saison régulière                               | Saison régulière             | Playoffs | Playoffs                           | Playoffs                  |
| Type de statistique        | Record           | Adversaire                                     | Date                         | Record   | Adversaire                         | Date                      |
| -------------------------- | ---------------- | ---------------------------------------------- | ---------------------------- | -------- | ---------------------------------- | ------------------------- |
| Points                     | 46               | Mavericks de Dallas                            | 15 janvier 2002              | 36       | Suns de Phoenix                    | 20 mai 2005               |
| Paniers marqués            | 16               | Cavaliers de Cleveland                         | 13 avril 2002                | 13       | 3 fois                             |                           |
| Paniers tentés             | 34               | Cavaliers de Cleveland                         | 13 avril 2002                | 25       | 3 fois                             |                           |
| Paniers à 3 points réussis | 7                | @ Celtics de Boston @ Lakers de Los Angeles    | 9 janvier 2009 15 mars 2009  | 9        | Lakers de Los Angeles              | 8 mai 2011                |
| Paniers à 3 points tentés  | 16               | @ Lakers de Los Angeles                        | 15 mars 2009                 | 11       | Heat de Miami                      | 20 juin 2006              |
| Lancers francs réussis     | 13               | Mavericks de Dallas @ Warriors de Golden State | 15 janvier 2002 23 mars 2005 | 12       | Rockets de Houston                 | 7 mai 2005                |
| Lancers francs tentés      | 17               | Mavericks de Dallas                            | 15 janvier 2002              | 12       | Rockets de Houston                 | 7 mai 2005                |
| Rebonds offensifs          | 4                | @ Spurs de San Antonio                         | 5 janvier 2007               | 3        | Rockets de Houston Suns de Phoenix | 23 avril 2005 13 mai 2005 |
| Rebonds défensifs          | 9                | 3 fois                                         |                              | 8        | Rockets de Houston                 | 25 avril 2005             |
| Rebonds totaux             | 10               | @ Bulls de Chicago                             | 28 février 2003              | 9        | Suns de Phoenix                    | 13 mai 2005               |
| Passes décisives           | 16               | Lakers de Los Angeles                          | 25 mars 2003                 | 9        | 4 fois                             |                           |
| Interceptions              | 6                | @ Bucks de Milwaukee @ Nets du New Jersey      | 6 mars 2000 3 décembre 2002  | 4        | @ Thunder d'Oklahoma City          | 23 mai 2011               |
| Contres                    | 3                | @ 76ers de Philadelphie                        | 22 janvier 2010              | 2        | @ Suns de Phoenix                  | 18 mai 2005               |
| Balles perdues             | 8                | @ Hawks d'Atlanta                              | 25 mars 2007                 | 5        | 3 fois                             |                           |
| Minutes jouées             | 55               | Suns de Phoenix                                | 14 mars 2007                 | 51       | Spurs de San Antonio               | 15 mai 2006               |

- Double-double : 58 (au 08/11/2015)
- Triple-double : 1

## Salaires
| Année       | Équipe              | Salaire       |
| ----------- | ------------------- | ------------- |
| 1999-2000   | Hawks d'Atlanta     | 1 468 920 $   |
| 2000-2001   | Hawks d'Atlanta     | 1 579 080 $   |
| 2001-2002   | Hawks d'Atlanta     | 1 689 360 $   |
| 2002-2003   | Hawks d'Atlanta     | 2 153 934 $   |
| 2003-2004   | Hawks d'Atlanta     | 8 333 333 $   |
| 2004-2005   | Mavericks de Dallas | 7 500 000 $   |
| 2005-2006   | Mavericks de Dallas | 6 666 667 $   |
| 2006-2007   | Mavericks de Dallas | 8 100 000 $   |
| 2007-2008   | Mavericks de Dallas | 8 898 000 $   |
| 2008-2009   | Mavericks de Dallas | 9 196 000 $   |
| 2009-2010   | Mavericks de Dallas | 9 862 500 $   |
| 2010-2011   | Mavericks de Dallas | 10 650 000 $  |
| 2011-2012   | Mavericks de Dallas | 11 158 000 $  |
| 2012-2013   | Celtics de Boston   | 5 000 000 $   |
| 2013-2014   | Nets de Brooklyn    | 5 625 313 $   |
| 2014-2015*  | Rockets de Houston  | 5 850 313 $   |
| 2015-2016   | Rockets de Houston  | 1 499 187 $   |
| 2016-2017   | Bucks de Milwaukee  | 1 551 659 $   |
| 2017-2018   | Bucks de Milwaukee  | 1 471 382 $   |
| Total Gains | Total Gains         | 108 253 648 $ |

Notes :
- * Pour la saison 2014-2015, le salaire moyen d'un joueur évoluant en NBA est de 4 500 000 $[10].
- italique : option du joueur

## Divers
- Le surnom de Jason Terry est JET (ses initiales).
- Jason sponsorise le groupe de rap de son frère cadet (Dirty-O): Tha Reason Gang. Il apparaît même en guest-star sur la chanson Madazz (avec Bone Crusha)
- Le numéro 31 de JET a été retiré de Franklin High School à Seattle.

## Pour approfondir